# 尾道大橋出入口
尾道大橋出入口（おのみちおおはしでいりぐち）は、広島県尾道市山波町にある西瀬戸自動車道（通称・しまなみ海道）のインターチェンジである。

## 概要
ハーフインターチェンジとなっており、しまなみ海道の西瀬戸尾道IC方面と国道317号尾道大橋方面（向島）のみを接続。また国道2号と尾道大橋も接続し、尾道大橋の本州側の出入口となっている。よって、しまなみ海道から当インターチェンジを出ると、必ず尾道大橋で向島へ渡ることとなり、尾道市の本州側へ降りることはできない（逆も同じ）。
なお、2013年（平成25年）4月1日に尾道大橋が無料開放されたが、これにあわせて西瀬戸自動車道を運営する本州四国連絡高速道路は西瀬戸尾道ICから尾道大橋出入口を経由して尾道大橋を渡る通行車に対しては、料金を徴収しない方針とし、無料となっている。元々は西瀬戸尾道IC〜尾道大橋出入口間（尾道大橋延伸部）の料金が150円、尾道大橋の通行料金が150円で合計300円のところ、生活道路であることから特例として150円に減額していた。そして当初は尾道大橋の無料開放後は尾道大橋延伸部のみに150円の料金を徴収する予定で、国道2号から尾道大橋を利用する場合のみ無料で尾道大橋延伸部を利用する場合には値段が変わらないはずであった。しかし地元の反対があり、尾道大橋延伸部も無料と変更された経緯がある。

## 道路
- 西瀬戸自動車道（2番）
- 接続する道路：国道317号尾道大橋 [注 1]

## 周辺
- 尾道大橋
- 新尾道大橋

## 隣
西瀬戸自動車道
(1)西瀬戸尾道IC - (2)尾道大橋出入口 - 向東BS - (3)向島IC/TB/BS